# Pya
Pya est un canton de la préfecture de la Kozah au centre-nord du Togo.

## Géographie
Pya est situé à environ 14 km au nord de la ville de Kara, dans la région de la Kara.

## Vie économique
Un marché au bétail est organisé à Pya.

## Lieux publics
La ville possède plusieurs écoles secondaires (CET de Pya, CEG et un lycée), un centre de santé, l'École de Formation des Officiers des Forces Armées Togolaises (EFOFAT), une bibliothèque publique et un centre communautaire (structure d'hébergement de passage).

## Monuments et sites
Pya est située en plein site des monts Kabyés.

## Personnalités
Pya est le village natal du président Gnassingbé Eyadema.